# Гугъл търсачка
Гугъл търсачката (на английски: Google Search) е интернет търсачка, притежание на едноименната компания Гугъл.
Търсачката получава няколкостотин милиона заявки всеки ден чрез различните си услуги. Създадена е през 1996 г. от Лари Пейдж. Към него впоследствие се присъединява Сергей Брин. Google придобива известност чак през 2001 г., когато започва да получава дневно над 150 000 000 заявки за търсене, при над 1,6 милиарда индексирани страници (общо 5 милиарда в целия Интернет по това време), и работейки близо на 30 езика. По това време заема 15-о място в списъка на най-посещаваните сайтове в САЩ, като постига този успех само за три години. Същата година Google успява да върне вложените 2 години преди това от Sequoia Capital и Kleiner Perkins Caufield & Byers 25 милиона долара и излиза на печалба. Усилията на екипът, състоящ се от 250 души, през цялото време е насочен към подобряване и развитие на технологията за търсене. По това време Google използва срещу заплащане услугите на над 130 други търсачки, но нито един от тези сайтове няма достъп и не използва цялата патентована технология на Google. Продавайки търсещи технологии и рекламни площи на сайта си, Google формира печалбата на компанията, която, разчита единствено на доволните от резултатите потребители да популяризират сами услугите, предлагани на сайта.
Освен търсене по ключови думи, Google предоставя търсене по повече от 22 специални характеристики, като например: синоними, метеорологични прогнози, часови зони, борсови котировки, карти, данни от земетресения, кино прожекции, летища, списъци, спортни резултати и т.н. Има специални функции за боравене с числа: цени, температури, пари, преход в различни мерни единици, изчисления (3* 4+sqrt(6)-pi/2), търсене на притурки и теми, патенти, телефонни кодове, плюс недоразвит езиковия превод между над 100 езика.
Критериите, според които се подреждат резултатите от търсенето, се пазят в тайна за да не могат спамерите да злоупотребяват с тях. Търсенето в Google предлага много опции за потребителско търсене, например: изключване („-xx“), включване "(" +xx"), алтернативи („xx OR yy“), както и маска за съвпадение („хх*“).

## Алгоритъм на индексиране PageRank
Търсещият алгоритъм на Google използва патентована система, наречена PageRank, която се основава на определяне на популярността и важността на една страница, въз основа на броя линкове (back links), сочещи към нея от останалите уеб страници. Алгоритъмът изчислява рейтинга на линка от всяка уеб страница, въз основа на претеглената сума PageRanks от страниците, свързани към тях. Точният процент от общия брой уеб страници, които Google индексира, не е известен, тъй като е много трудно да се изчисли на практика. По-голяма част от другите търсачки до този момент са използвали като критерий за подреждане на намерените резултати честотата на срещане на дадения линк. В допълнение към PageRank, Google използва други тайни критерии за определяне на класирането на страниците, които са над 200.

## Представяне на резултатите
Google не само индексира и кешира уеб страниците, но преглежда също така и други типове файлове, като PDF, Word документи, Excel таблици, Flash SWF, текстови файлове и много други. Освен в случая на текстови и SWF файлове, кешираната версия се реализира в (X)HTML, което позволява тези файлове да се четат от браузъра без допълнителни приложения.
Потребителите могат да персонализират търсенето чрез определяне на езика по подразбиране, като се използва технологията „Безопасно търсене“ за филтриране и задаване броя на резултатите, показани на всяка страница. Google е критикувана за пускането в дългосрочен план на „бисквитки“ на машините на потребителите, които да съхраняват тези предпочитания, тактика, която също така дава възможност на Google да следи предпочитанията на потребителското търсене за срок от повече от една година. За всяка заявка, до първите 1000 резултата може да се показват до 100 резултата на една страница.

## Неиндексирани данни
Освен огромния брой индексирани страници, има и значително количество онлайн бази данни, които са достъпни посредством запитвания, но не и от връзки. Тази така наречена "невидима или дълбока мрежа се обхваща минимално от Google и другите търсачки. Това са библиотечни каталози, официални законодателни документи на правителствата, телефонни указатели и друго съдържание, което се приготвя динамично при запитване.
Законите в някои страни забраняват показването на някои връзки. Така например в Швейцария всяко частно лице може да задължи Google да изтриете линк, който съдържа името му.

## Google оптимизация
Тъй като Google е най-популярната търсачка, много притежатели на сайтове се стремят да подобрят класирането на сайта си, така че да се показва по-напред в намерените резултати при търсене на определена ключова дума с Google. Възникнала е цяла индустрия от консултанти, които помагат на уебсайтовете да увеличат своята ранглиста в Google и в други търсачки. Тази дейност, наречена оптимизация на уеб сайтовете, се опитва да различи моделите за търсене и след това да разработи методология за подобряване на класирането, като привлече повече заявки за търсене към сайтовете на техните клиенти.
Google публикува ръководства за собствениците на уебсайтове, които биха искали да повишат своята ранглиста при използване на законните консултанти за оптимизация.
Разширеното търсене на Google предоставя няколко допълнителни полета, които могат да се използват за квалифицирано търсене посредством такива критерии, като дата на първото извличане, език на страницата, конкретен домейн и др.
Началната страница на Google включва бутон с етикет „Чувствам се късметлия“. Когато потребителят кликне върху бутона, се показва директно първият резултат от търсенето. Целта е да се избегне прелистване на резултатите от търсенето. Тази функция струва на Google 110 милиона щатски долара годишно като 1% от всички търсения използват тази функция, заобикаляйки рекламите.

## Google Rich Snippets
На 12 май 2009 г. Google започна анализиране на микроформатите hCard, hReview и hProduct и показване на Google Rich Snippets. От 2 септември 2009 г. Rich Snippets Testing Tool позволява да се види как изглежда отрязъка (snippet) на сайта в резултатите от търсенето, когато се добавят определени метаданни. Чрез добавяне на HTML тагове към рейтингите и имената на обекти, собствениците на сайтове могат да показват повече информация за страниците си в търсачката, а потребителите могат да видят автора и датата на обзора, рейтинги на филми, ресторанти или книги. Тези тагове, които са във форматите microformats или RDF не са видими на сайта, но чрез тях Google показва допълнителна информация за страницата в snippets.
Освен основната функция за търсене на текст, Google има повече от 22 допълнителни възможности, които се активиран чрез въвеждане на допълнителни ключови думи.

## Статистически данни за търсачката
Потребителите в САЩ задават едно търсене средно за 9 секунди, а търсачката формира отговор за 0.25 секунди, като 70% от потребителите правят повече от едно търсене на ден, а един на всеки 7 потребителя търси повече от 10 пъти дневно. За една година се извършват около 540 промени в алгоритъма, подобряващи качеството на търсене, което представлява средно 1,5 промени на ден. На всеки 13 страници резултати, търсачката показва и карта от Google Карти, a статистиката сочи, че средното разстояние от позицията на потребителя до търсеното място е 30 км.

## Прогнози за развитие на търсачката
Според Дейв Евънс, главен анализатор в Cisco® Internet Business Solutions Group (IBSG), до 2015 г. Google ще индексира съдържанието на приблизително 775 милиарда страници.